# Onthophagus bidens
Onthophagus bidens là một loài bọ cánh cứng trong họ Bọ hung (Scarabaeidae).